# 商住房
商住房是指在商业、办公用地上建造的住宅形式的房屋。
2018年12月19日，广州市住房和城乡建设委员会官网宣布，在2017年3月30日前(含当日)，土地出让成交的房地产项目中，包含商业服务类物业不再限定销售对象。